# 탐라순력도
탐라순력도(耽羅巡歷圖)는 대한민국 제주특별자치도 제주시 국립제주박물관에서 소장 중인 문화재로 1702년 조선 (숙종 28년)에 당시 제주목사 겸 병마수군절제사였던 이형상이 제주도의 각 고을을 순회한 장면을 기록한 채색 화첩이다.